# Kabát a kabelka
Kabát a Kabelka je lyricko-epická umělá pohádka české herečky, hudebnice a spisovatelky Marky Míkové. Marka Míková vystudovala loutkářství, obor režie a dramaturgie. Kromě toho také zpívala a hrála na klavír a baskytaru. Kniha vypráví o lásce dvou obyčejných věcí, Kabátu a Kabelky, a o jejich dobrodružství v poloprázdné Praze. Text je doplněn ilustracemi od Galiny Miklínové. Kniha vyšla v roce 2021 v nakladatelství Argo.

## Děj
Fantazijní příběh se odehrává v Praze za koronavirové pandemie. Hlavními postavami jsou Kabát a Kabelka. Celý příběh začíná setkáním Kabáta a Kabelky v autobuse. Kabát spěchal na opravu a Kabelka do knihovny. Kabelka obsahovala spoustu věcí, mimo jiné i myšku. Cestou zpátky se znova setkali na autobusové zastávce. Kabát byl okouzlen Kabelkou a zapomněl nastoupit do autobusu, takže se vydal domů pěšky. Cestou domů viděl z mostu rybáře, sedl si na lavičku u břehu řeky a usnul.
Rybář cestou do hospody popadl Kabát a ten skončil bezmocný v hospodě na věšáku. Kabelku cestou domů potkala také nešťastná situace, zamotala se v obchodě babičce do síťovky a babička ji s sebou táhla až do bytu. Kabát se nakonec dostal z hospody ven otevřeným okýnkem na toaletě, ale Kabelka takové štěstí neměla a skončila pověšená za provázek z pátého patra bytu. Kabát denně chodil ke knihovně i když byla zavřená a jednoho dne se rozhodl vystoupat po sochách na střechu knihovny, tam ho však vzal vítr a Kabát se vznášel noční Prahou. Cestou zahlédl Kabelku jak se houpe na šňůře jednoho z domů. V Kabelce se mezitím uhnízdila ptačice. Vítr ustal a Kabát přistál v parku, kde ležel na trávě bezdomovec, kterého našli policisté a vyhnali ho z parku i s Kabátem, protože ve městě se šířila nákaza. Kabelce se podařilo spadnout na zem a bezdomovec zapomněl Kabát před kostelem, takže byli oba zase volní.
Cestou domů se opět potkali a usedli na zídku, kde spolu usnuli. Tu noc se jim zdál stejný sen a ráno šli navštívit všechny lidé, které za tu dobu, co nebyly spolu potkali. Kabelka se chtěla proletět, tak jako letěl Kabát a tak spolu vyšplhali na střechu knihovny a letěli. Celý příběh končí tím, že Kabelka a Kabát pomohli jednomu páru, který spěchal do porodnice a nemohl se rozjet na zasněžené silnici. Poté zmizeli v ulicích Prahy. 

## Přijetí díla
V roce 2022  získala kniha Kabát a Kabelka ocenění Zlatá stuha a Magnesia Litera za knihu pro děti a mládež.
Kniha je reakcí na koronavirovou pandemii, která zasáhla celý svět. Příběh je od začátku do konce napínavý a kapitoly jsou barevně rozlišené. Kabelka má fialový nadpis kapitoly a Kabát hnědou. Kapitoly se vždy střídají a díky barevnému rozlišení se nelze v textu ztratit. Příběh získal oblibu nejen u dětí, ale díky svému napínavému příběhu i u dospělých čtenářů. Milena Šubrtová v recenzi uvedla, že v textu „z realistického podloží vyrůstají humorně absurdní nápady“ a že příběh oplývá „andersenovskou poetikou, a to včetně dokumentárního přesahu se sociologickou platností“.